# Strada europea E33
La E33 è una strada europea, classificata tra le dorsali intermedie nord-sud, il cui percorso è in territorio italiano e coincide pressoché interamente con quello dell'autostrada A15 conosciuta anche come Autocamionale della Cisa.
Si diparte dalla E35 (A1) all'altezza di Parma e confluisce nella E80 (A12) all'altezza di La Spezia.
In Italia è data da segnaletica come "E31" che, tuttavia, è presente solo in Germania e nei Paesi Bassi. Questo perché, fino al 1975, le denominazioni erano scambiate.